# Julia Klotz
Julia Klotz (* 9. Januar 1980 in Mainz) ist deutsche Sängerin, Schauspielerin und Musicaldarstellerin.

## Biografie
Die Mainzerin legte ihre Diplome an der Hochschule für Hochschule für Musik und Theater Leipzig ab. Während ihres Studiums war sie bereits als Maria Magdalena in Jesus Christ Superstar und als „Hope Harcourt“ in Anything Goes am Theater Nordhausen zu sehen und gewann im Dezember 2005 beim Bundeswettbewerb Gesang Berlin den Preis des Deutschen Bühnenvereins für die beste Darstellung einer Musicalszene.
Direkt nach ihrem Studium war sie für zwei Jahre Mitglied des Schauspielensembles am Theater Heilbronn und wirkte dort sowohl im Musical als auch im Schauspiel und in der Operette. Sie spielte unter anderem als Josepha Vogelhuber Im weißen Rößl, als Gwendolen Fairfax in Oscar Wildes Bunbury oder in der Titelrolle von Sweet Charity. Für die Rolle der Norma Cassady in Victor/Victoria wurde sie mit dem Kilian 2007 der Stadt Heilbronn für die beste weibliche Nebenrolle ausgezeichnet.
Danach folgten Engagements als Eliza Doolittle in My Fair Lady am Landestheater Linz, als Luise Meyer bei dem Schweizer Musical Heidi, bei We Will Rock You am SI-Centrum Stuttgart u. a. als Scaramouch, als Julia de Weerth in der Operette Der Vetter aus Dingsda  am Theater Heilbronn, als Eliza am Theater Basel, als Sweet Charity am Staatstheater Wiesbaden, als Solistin in Stefan Hubers und Michael Freis Uraufführung White! am Theater Heilbronn und am Theater Dortmund als Pam in Gil Mehmerts Inszenierung Ganz oder gar nicht.
In der Spielzeit 2014 verkörperte sie die Evita am Staatstheater Kassel und war als Betty Schäfer in Sunset Boulevard am Stadttheater Pforzheim, als Bianca in Kiss Me, Kate am Staatstheater Hannover, als Inga in Frankenstein Junior an der Oper Halle und als Emma in Jekyll & Hyde am Staatstheater Kassel zu sehen.
Neben ihrem künstlerischen Studium absolvierte Julia Klotz an der Hochschule für Musik und Theater Leipzig auch ein Gesangs- und Musikpädagogisches Diplom und ließ sich von 2011 bis 2014 am Complete Vokal Institute in Kopenhagen zur CVT-Lehrerin weiterbilden.

## TV/Film
- 2014: Sat.1-Serie Mein dunkles Geheimnis/ Die Neue, Hauptrolle, Schwartzkopff TV, Christian Blome
- 2013: Kurzfilm New Deal, Hauptrolle, Martin Berger
- 2011: RTL-Serie Alles was zählt, Nebenrolle Alexa Hein
- 2009: Kurzfilm Momento Mori, Hauptrolle Jonas Dietz
- 2007: Kurzfilm Kleine Nachtmusik, Jonas Dietz
- 2006: Gast bei „Menschen des Jahres 2006“, SWR Mainz
- 2006: Gast bei „Landesschau Rheinland-Pfalz“, SWR Mainz